# Santuario (romanzo)
Santuario (Sanctuary) è il titolo di un romanzo di William Faulkner pubblicato nel 1931. Ambientato nella contea di Yoknapatawpha, due anni dopo l'uscita del libro venne fatta una trasposizione cinematografica con Perdizione, per la regia di Stephen Roberts. Nel 1961 il romanzo è stato usato insieme a Requiem per una monaca per scrivere la sceneggiatura del film Il grande peccato, regia di Tony Richardson.

## Trama
La vicenda si svolge nel Sud degli Stati Uniti d'America, negli stati del Mississippi e del Missouri; l'anno è il 1929. I protagonisti sono un gruppo di sbandati, la cui vita viene sconvolta dall'arrivo di una giovane studentessa, Temple Drake. Sarà l'esistenza del capobanda, Popeye, a subire il maggior stravolgimento.

## Edizioni italiane
- William Faulkner, Santuario, trad. di Aldo Scagnetti, Milano-Roma, Jandi Sapi, 1943,  p. 327.
- William Faulkner, Santuario, con otto illustrazioni di Renato Guttuso, trad. di Paola Ojetti Zamattio, Milano, Mondadori, 1946,  p. 368.
- William Faulkner, Santuario, in Tutte le opere, vol. 6. La famiglia Stevens, a cura dii Fernanda Pivano, Milano, Mondadori, 1963.
- William Faulkner, Santuario, trad. di Paola Ojetti, Milano, Oscar Mondadori n. 1136, 1972,  p. 348.
- William Faulkner, Santuario, trad. di Paola Ojetti, Milano, Garzanti ("Gli Elefanti"), 1986,  p. 312.
- William Faulkner, Santuario, a cura di Mario Materassi, Milano, Adelphi ("Biblioteca Adelphi" n. 499), 1986,  p. 303, ISBN 978-88-459-2102-5.